# Nicole Reine Lepaute
Nicole Reine Lepaute, född Etable på Luxemburgpalatset i Paris 5 januari 1723, död 6 december 1788, var en fransk astronom och matematiker. Hon beräknade återkomsten av Halleys komet tillsammans med Jérôme Lalande och Alexis Claude Clairaut, kalkylerade solförmörkelsen för 1764 och konstruerade en tabell för planetsystemet. 
Nicole Reine Lepaute var dotter till Jean Etable, lakej hos Lovisa Elisabet av Orléans, och gifte sig med urmakaren Jean-André Lepaute år 1749. På hennes initiativ konstruerade paret en klocka med astronomiska beräkningar, som de presenterade för den franska vetenskapskademien år 1753. Uret godkändes av Jerome Lalande. Lalande anlitade henne därför tillsammans med Alexis Clairaut i den grupp som skulle beräkna ankomsten av Halleys komet. De offentliggjorde sitt resultat i november 1758. De beräknade att kometen skulle anlända 13 april 1759, och fick nästan rätt när den sedan anlände den 13 mars 1759. 
Nicole Lepaute assisterade från 1759 Lalande i beräkningen av Venuspassagens efemerider. Det finns dock inga dokument som uppräknat vem som gjorde vad under detta arbete. År 1761 blev Lepaute hedersledamot vid Vetenskapsakademien i Béziers. Hon beräknade 1762 den 15 minuter långa solförmörkelsen den 1 april 1764, och kalkylerade solen, månen och planeterna för perioden 1774–1784. 
Nicole Lepaute adopterade 1768 sin mans brorson, den framtide astronomen Joseph Lepaute. Hon fick från 1767 ta hand om skötseln av sin svårt sjuke man, som avled 1774. Efter makens död var hennes egen hälsa förstörd och hon avled nästan blind 1788.      

## Eftermäle
Nedslagskratern Lepaute på månen och asteroiden 7720 Lepaute är uppkallade efter henne.